# Hasivka orličí
Hasivka orličí (Pteridium aquilinum (L.) Kuhn, 1879) je kapradina z čeledi hasivkovitých. Je to nejvyšší kapradina rostoucí v České republice, může dosáhnout výšky až 2 a půl metru.

## Názvosloví
Lidová jména: kapraď orličí, křídlatěnec, kapradí samice
Rodové jméno hasivka je odvozeno od schopnosti druhu zahajovat sukcese na plochách vzniklých po lesním požáru, jelikož její oddenek roste hluboko pod zemí. Světle zelená listová čepel je tuhá a obvykle vodorovně rozložená. Skládá se z podlouhle kopinatých lístečků. Kopinaté lístečky jsou na špičce celokrajné, při spodině laločnaté, s kupkami výtrusnic při ohrnutém okraji.

## Popis
Je to statná rostlina, která nese nepřezimující světle zelené 2–3x zpeřené listy. Vyrůstají po jednom ze silného plazivého oddenku, který je hluboko pod zemí. Jsou až 2,5 m vysoké, kožovité a mají trojhranný řapík vysoký až 1 m. V mládí je spirálovitě svinutý. Na šikmém průřezu dolní části řapíku vytvářejí cévní svazky obraz, který se podobá dvouhlavému orlu – odtud vznikl druhový název.

## Rozmnožování
Výtrusnice dozrávají v červenci až září, pukají příčnou skulinkou a vypadává z nich mnoho drobných výtrusů, které jsou chráněné ohrnutým okrajem čepele. Z výtrusů vyrůstá nadzemní prvoklíček srdčitého a lupenitého tvaru s četnými kořínkovými vlákny. Na prvoklíčku dále vyrůstají kuželovité pelatky se samčími buňkami a později lahvicovité zárodečníky s vaječnou buňkou, z níž po oplodnění vyrůstá nová rostlinka.

## Možnost záměny
Hasivka orličí se někdy může zaměňovat s další vytrvalou kapradinou – kapraď samec (Dryopteris filix-mas), který však má kratší a rezavě zbarvený oddenek, ze kterého vyrůstají asi 120 cm vysoké,tmavě zelené a jednoduše zpeřené listy. Listy obsahují lístky, které jsou vpředu zoubkaté. Řapík má kratší než čepel a jeho výtrusy jsou zcela kryté ledvinovitou ostěrou.

## Výskyt
Roste na písčitých i hlinitých kyselých půdách,zvláště ve světlých listnatých i jehličnatých lesích, zejména borových. Může se vyskytovat ve vřesovištích nebo na stráních, někdy i mimo les. Preferuje nevápenité půdy. Často vytváří rozsáhlé a souvislé porosty.

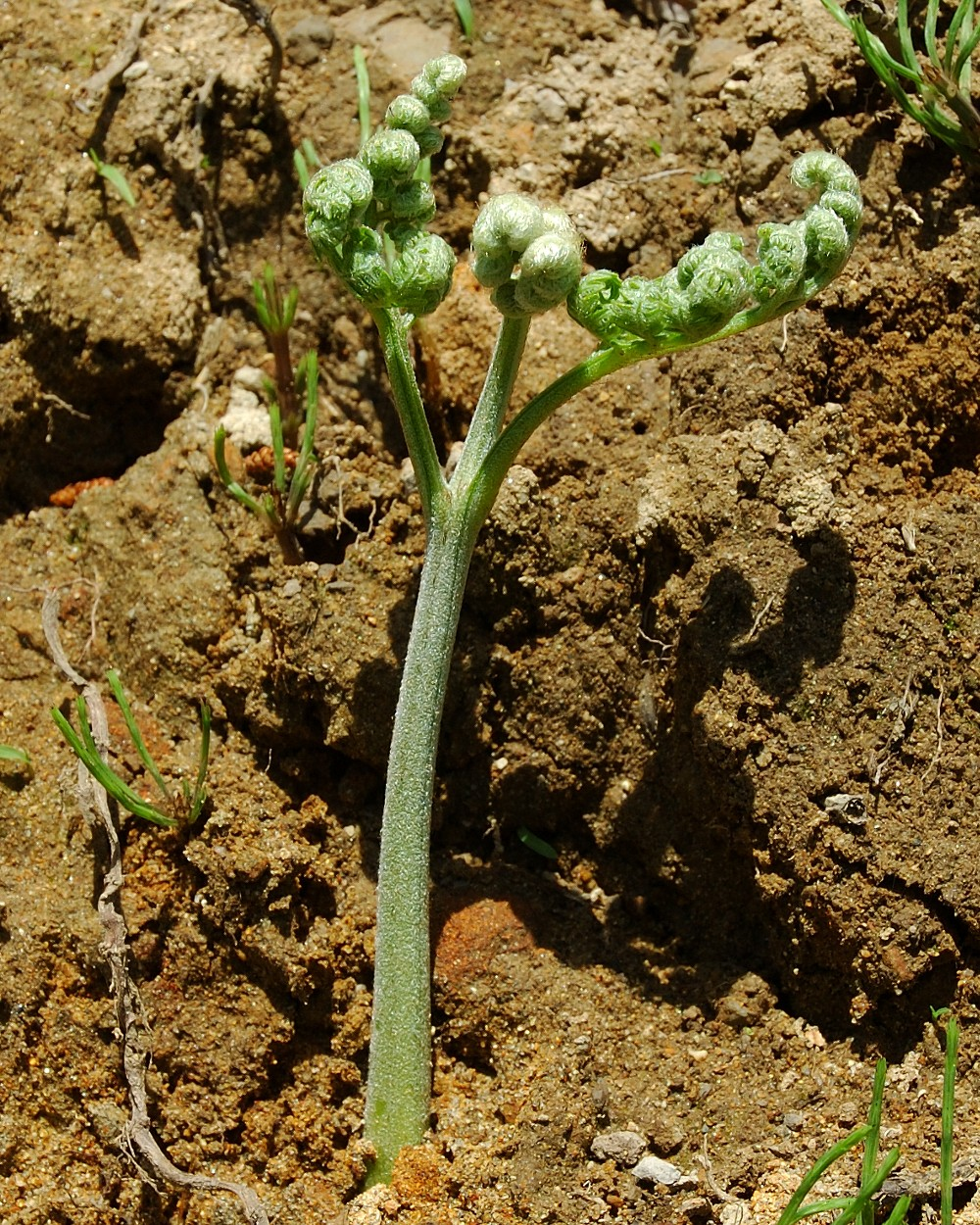
Rozvíjející se list

Hasivka orličí je typický kosmopolitní druh rozšířený po celém světě. Roste ve všech zemích v lesním pásmu, kromě Jižní Ameriky.

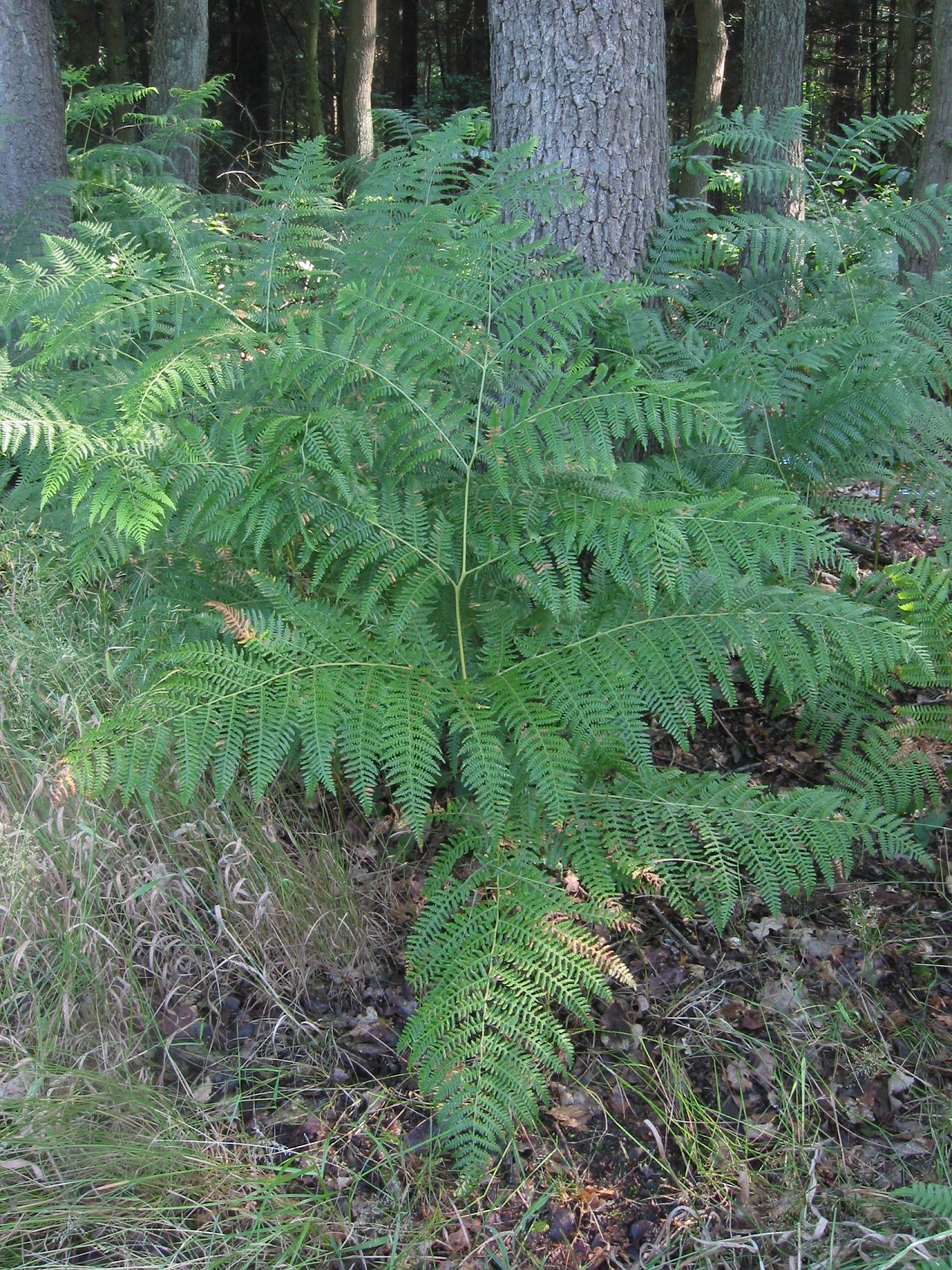
Dospělá rostlina

## Využití
- Hasivka orličí má oddenky bohaté na škrob a sliz, které se dříve používaly v lidovém léčitelství.
- V době hladu se z usušených oddenků pekl chléb nebo se z nich vařilo pivo. Oddenky příbuzného druhu Pteridium esculentum z Australské oblasti byly důležitým zdrojem potravy pro australské Aborigince a novozélandské Maory. Maorové jim říkají aruhe, suší je a poté drtí v hmoždíři. Z takto získané mouky připravují kaše i chléb. Jedlé jsou také mladé výhonky, které je však nutno před konzumací povařit, aby se eliminoval enzym thiamináza, škodlivý lidskému zdraví. Vodu se doporučuje slít. V korejské kuchyni se výhonky hasivky používají jako zelenina pod názvem gosari.
- Hasivka se používá i jako bylinný lék, efektivní je zvláště proti parazitům. Američtí Indiáni jedli syrové oddenky jako opatření proti bronchitidě.
- V současnosti je ve Walesu sklízena jako průmyslový kompost.
- Syrová hasivka obsahuje enzym thiaminázu, který z organismu odbourává thiamin.[2] Nadměrnou konzumací může způsobit beri-beri, zvláště u zvířat s jednoduchým žaludkem (koně, prasata). Přežvýkavci jsou méně náchylní, protože dokáží thiamin syntetizovat. V zelených částech hasivky je obsažen také potenciálně karcinogenní seskviterpen ptaquilosid.